# Leptosyne
Leptosyne là một chi thực vật có hoa trong họ Cúc (Asteraceae).

## Loài
Chi Leptosyne gồm các loài: